# Trafic
Trafic (PT: Sim, Sr. Hulot / BR: As Aventuras do Sr. Hulot no Tráfego Louco) é um filme franco-ítaliano de 1971, do gênero comédia, dirigido pelo cineasta francês Jacques Tati.

## Sinopse
O Sr. Hulot é um designer de automóveis e, junto com a agente de publicidade Maria, deve levar um motorhome até o salão do automóvel de Amsterdam. Durante a viagem, causa as maiores confusões pela autoestrada.

## Elenco
- Jacques Tati: Sr. Hulot
- Maria Kimberly: Maria

## Recepção
Após o fracasso de público de Playtime (embora tenha sido aclamado pela crítica), havia uma grande expectativa quanto a Trafic. Embora em escala menor que os primeiros trabalhos de Tati, o filme fez sucesso e foi bem recebido pela crítica. O crítico estadunidense Roger Ebert chamou Trafic de "brilhante comédia" e destacou a habilidade de Tati de mostrar "quão ridículo as pessoas e coisas realmente são"

## Prêmios e indicações

### Prêmios
National Board of Review
- Melhor filme estrangeiro: 1973[2]

### Indicações
BAFTA
- Prêmio Anthony Asquith Award para música de filmes: 1972[3]